# Ocinara ianthe
Ocinara ianthe är en fjärilsart som beskrevs av Druce 1887. Ocinara ianthe ingår i släktet Ocinara och familjen silkesspinnare. Inga underarter finns listade i Catalogue of Life.